# Murrode
Murrode (em persa médio: Murrōd; em persa: مورود; em grego: Μυρροδ(η)) foi uma rainha sassânida (bambishn), esposa do xainxá Artaxer I (r. 224–242) e mãe de Sapor I (r. 240–270). É mencionada nos Feitos do Divino Sapor, a inscrição trilíngue preservada na parede do Cubo de Zaratustra em Naqsh-e Rostam, perto de Persépolis, no sul do Irã. Na inscrição lê-se: "Senhora Murrode, mãe do xainxá”. De acordo com uma lenda era uma princesa parta da dinastia arsácida e filha de Artabano IV (r. 213–224).